# U-277
U-277 — средняя немецкая подводная лодка типа VIIC времён Второй мировой войны.

## История
Заказ на постройку субмарины был отдан 10 апреля 1941 года. Лодка была заложена 3 марта 1942 года на верфи Бремен-Вулкан под строительным номером 42, спущена на воду 7 ноября 1942 года. Лодка вошла в строй 21 декабря 1942 года под командованием оберлейтенанта Роберта Любсена.

### Флотилии
- 21 декабря 1942 года — 31 мая 1943 года — 8-я флотилия (учебная)
- 1 июня 1943 года — 31 октября 1943 года — 6-я флотилия
- 1 ноября 1943 года — 1 мая 1944 года — 13-я флотилия

### История службы
Лодка совершила 5 боевых походов, успехов не достигла. Потоплена 1 мая 1944 года в Арктике к юго-западу от острова Медвежий, Норвегия, в районе с координатами 73°24′ с. ш. 15°32′ в. д., глубинными бомбами с британского самолёта типа «Суордфиш» из авиагруппы эскортного авианосца HMS Fencer. 50 погибших (весь экипаж).